# OK Ravinen

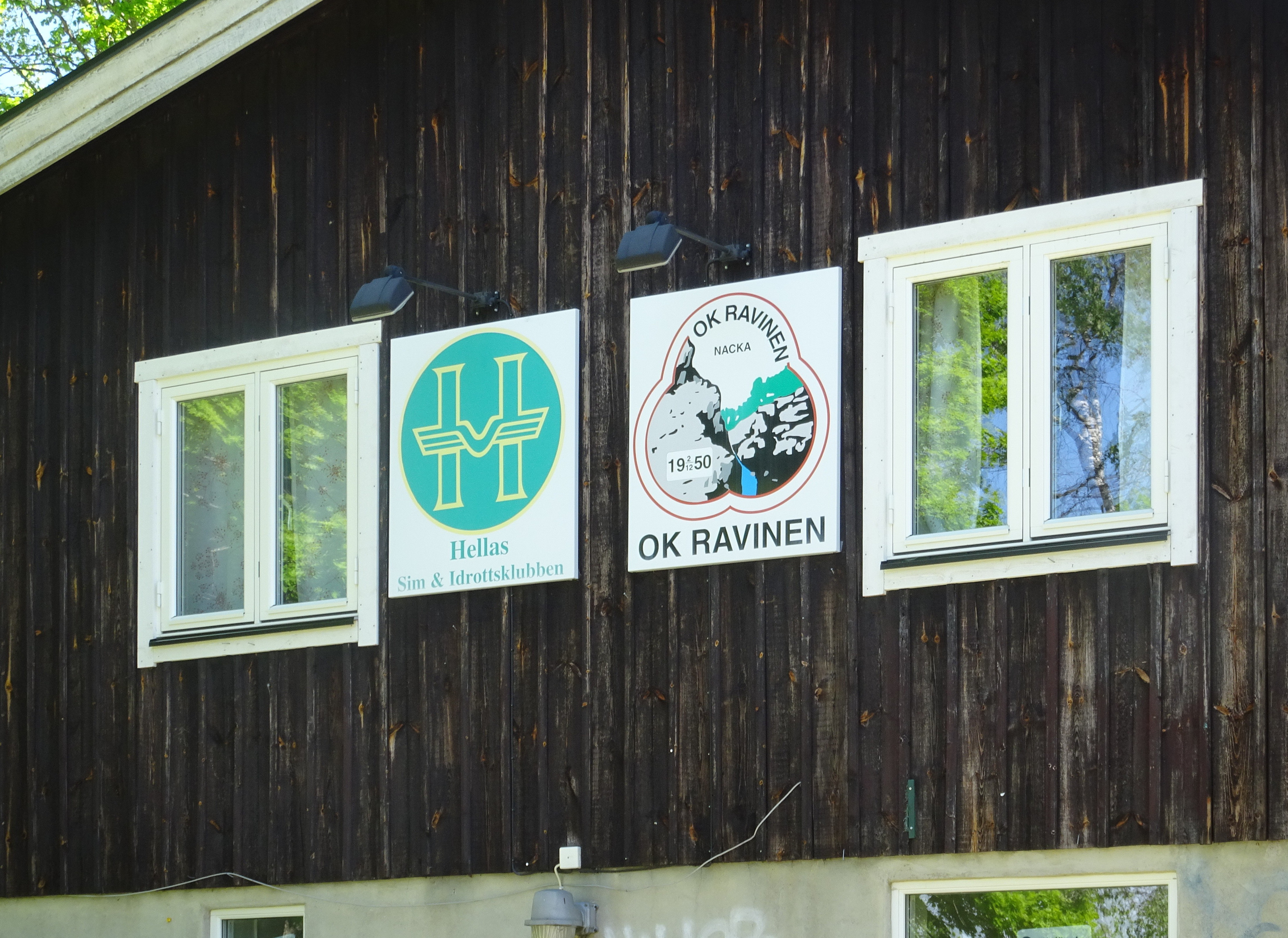
Klubbens skylt på klubbstugan.

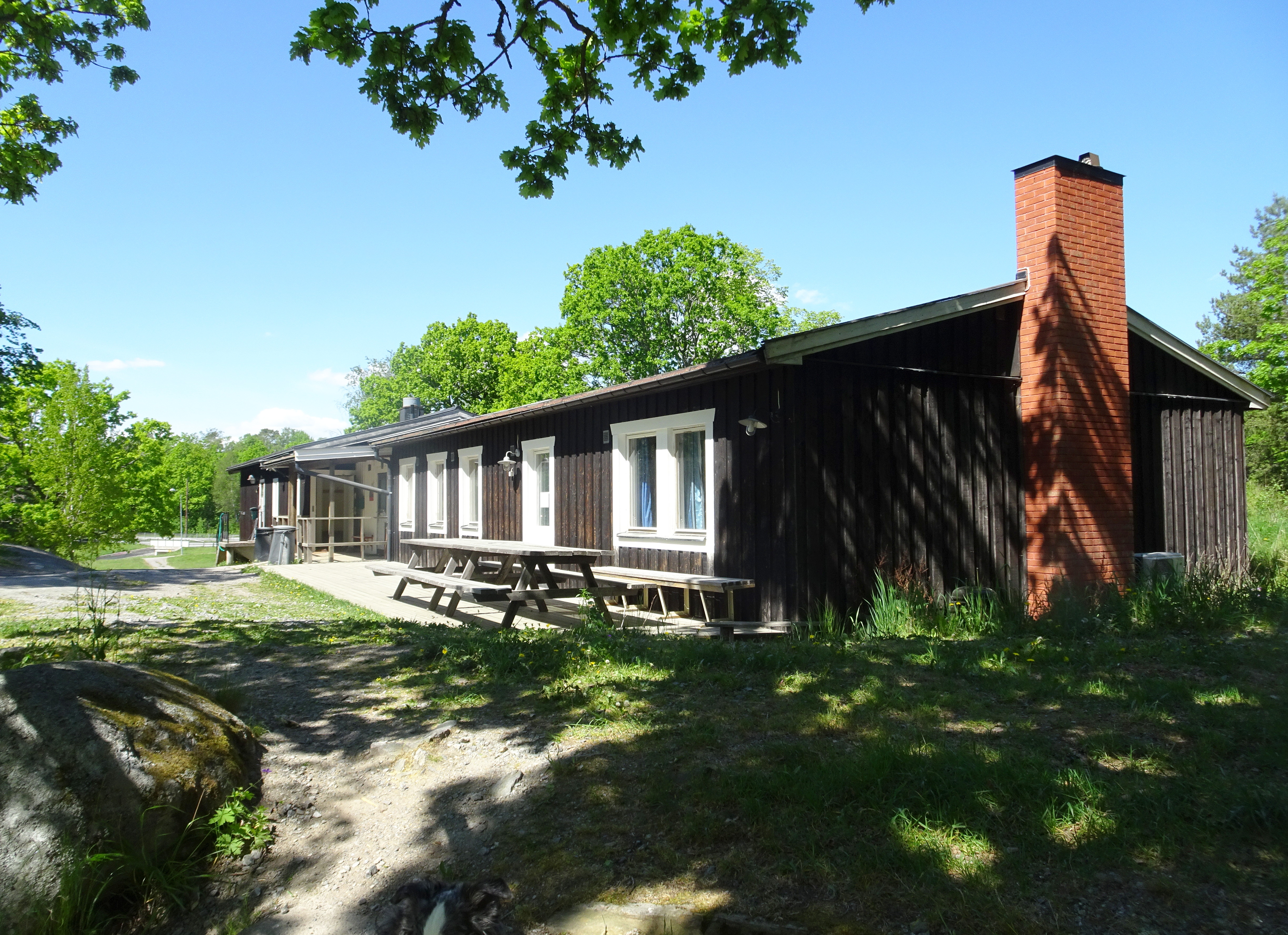
Klubbstugan.

Orienteringsklubben Ravinen är en svensk orienteringsklubb vid Ältavägen 110 i Nacka kommun.

## Historik
Klubben startades den 2 december 1950. Klubben håller till i sin klubbstuga tillsammans med SoIK Hellas tennissektion mittemot Hellasgården. Klubben tränar i Nackareservatet. Under sena 1970-talet och början på 1980-talet var klubben en av Sveriges mest framgångsrika orienteringsklubbar. Under 2000-talet har profileringen legat på ungdomssidan med stora framgångar på den fronten. Tack vare just detta har ett flertal talangfulla ungdomar kunnat utvecklats till landslagslöpare, med bland annat Gustav Bergman som under 2012-2013 varit Sveriges bästa herr-orienterare.

## Meriter
- Vinnare av 10-milas herrkavel 1977, 1979 och 1981.[1] Damkaveln vann man 1979, 1980 och 1981.[2]
- Vinnare av 25-manna åren 1981 och 1982.
- Vinnare av Jukolakavlen år 1980 och 1982
- Vinnare av Ungdomsserien i Stockholm 2007, 2010, 2011, 2012, 2013, 2014 och 2015
- Svenska mästare i Stafett H21: 2016

## Framgångsrika löpare (urval)
- Gustav Bergman
- Lars Lönnkvist
- Annichen Kringstad
- Olle Nåbo
- Björn Rosendahl
- Helena Bergman